# Ferdinand J. Quénisset
Ferdinand Jules Quénisset (* 1872; † 1951) war ein französischer Astronom.
Er arbeitete von 1892 bis 1893 und, nach seiner Rückkehr vom Militärdienst, von 1906 bis 1951 als Beobachter am Privatobservatorium von Camille Flammarion in Juvisy-sur-Orge, wo er mit der französischen Astronomin Gabrielle Renaudot Flammarion zusammenarbeitete.
Einer seiner Vorgänger in dieser Position war der gefeierte Eugène Antoniadi, der 1902 in seine Heimat zurückgekehrt war um zu heiraten. (Antoniadi kehrte 1908 nach Frankreich zurück, um am Meudon Observatorium zu arbeiten).
Ferdinand Quénisset fertigte zahlreiche Zeichnungen und Photographien der Planeten Venus, Mars und Jupiter sowie des Erdmondes an.
Er entdeckte den Kometen C/1911 S2 (Quenisset) und war Mitentdecker von C/1893 N1 (Rordame-Quenisset).
Im Jahre 1973 benannte die IAU einen Krater auf dem Mars ihm zu Ehren auf den Namen Quenisset, 2022 einen Asteroiden: (423645) Quénisset.